# 자카멘스크

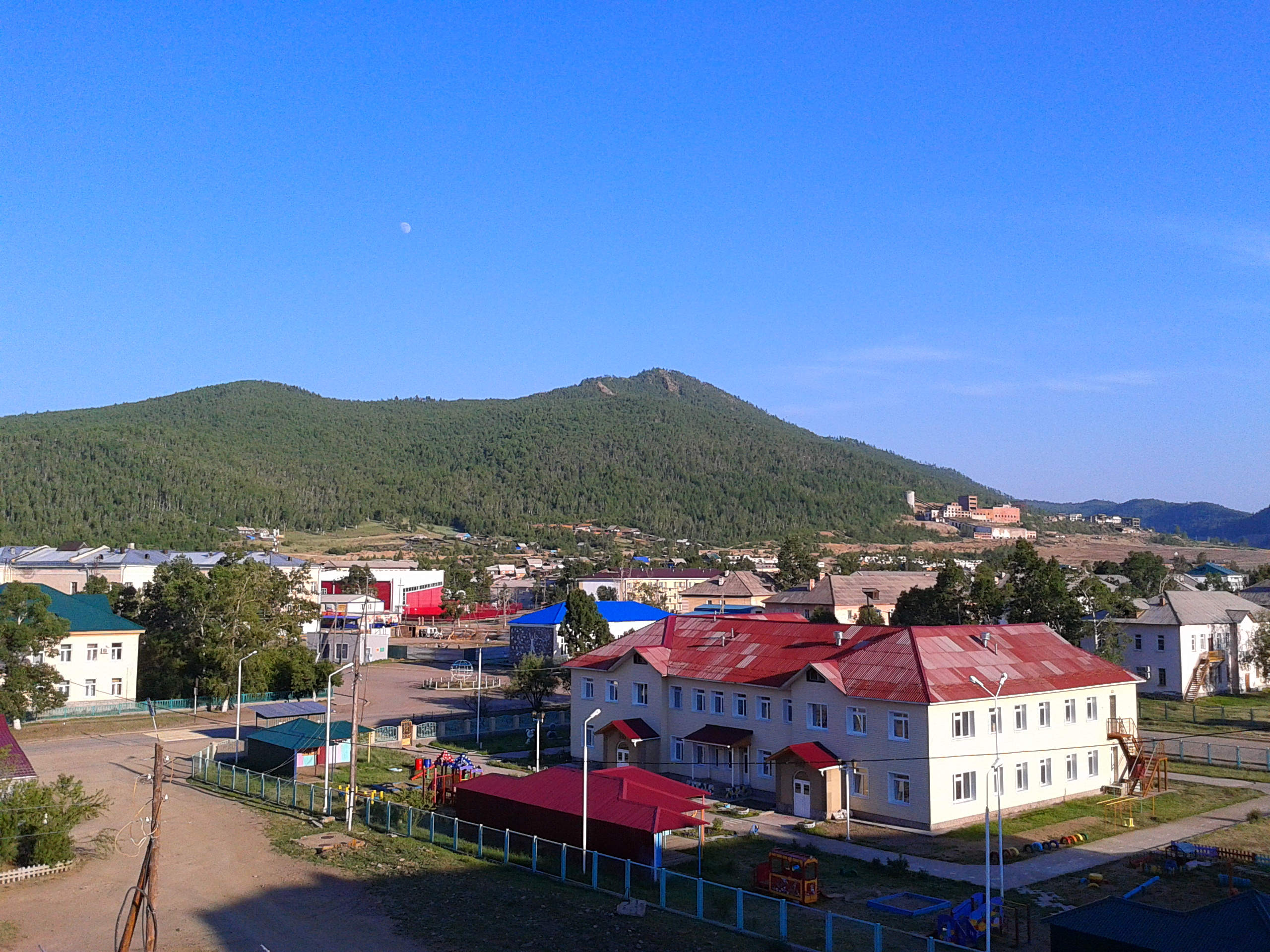

자카멘스크(러시아어: Закаменск)는 부랴트 공화국의 자카멘스키 군의 중심지이다. 1959년까지는 고로도크(Городок)라고 불렸다.